# Сердюков Микола Павлович
Микола Павлович Сердюков (1908, тепер Сумська область — ?) — український партійний діяч, завідувач відділу будівництва і міського господарства ЦК КПУ. Депутат Верховної Ради УРСР 4-го скликання.

## Життєпис
Народився в родині кустаря. Трудову діяльність розпочав у 1924 році учнем електрослюсаря шахти № 11 Ново-Смолянинівського рудника Донбасу.
Закінчив Харківський електротехнічний інститут.
Член ВКП(б) з 1936 року.
Працював інженером Горьковського автомобільного заводу імені Молотова. 
З травня 1945 по квітень 1947 року — заступник завідувача відділу електростанцій і електропромисловості ЦК КП(б)У.
У квітні (затв.) 1947 — листопаді 1948 року — заступник секретаря ЦК КП(б)У із електростанцій і електропромисловості — завідувач відділу електростанцій і електропромисловості ЦК КП(б)У.
З грудня 1948 по травень 1951 року — заступник завідувача відділу важкої промисловості ЦК КП(б)У.
У травні 1951 — червні 1953 року — завідувач відділу міського господарства ЦК КП(б)У.
З червня 1953 по серпень 1954 року — 1-й заступник завідувача відділу будівництва і міського господарства ЦК КПУ.
У серпні 1954 — лютому 1958 року — завідувач відділу будівництва і міського господарства ЦК КПУ.
На 1965—1977 роки — заступник міністра енергетики та електрифікації СРСР — голова Ради із економічної освіти та народних університетів Міністерства енергетики та електрифікації СРСР.
Подальша доля невідома.

## Нагороди
- два ордени Трудового Червоного Прапора (23.01.1948, 6.06.1957)
- орден «Знак Пошани» (26.02.1958)
- заслужений енергетик Української РСР (8.05.1968)